# Les Islettes
Les Islettes je francouzská obec v departementu Meuse v regionu Grand Est. V roce 2013 zde žilo 795 obyvatel.

## Poloha
Obec leží u hranic departementu Meuse s departementem Marne. Sousední obce jsou: Clermont-en-Argonne, Futeau, Le Neufour a Sainte-Menehould (Marne).

## Vývoj počtu obyvatel
Počet obyvatel 